# Archeobotanika

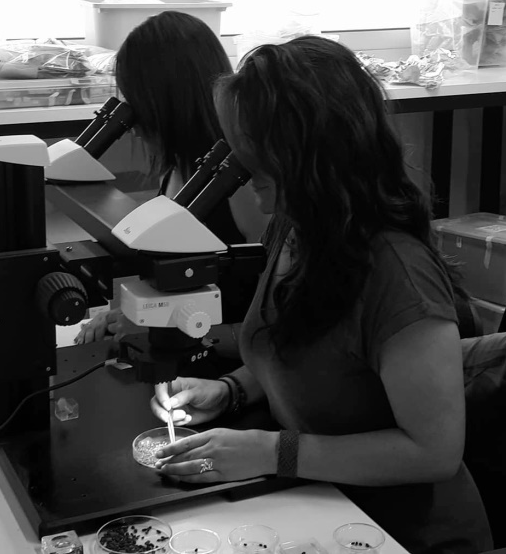

Archeobotanika (též paleoetnobotanika) je interdisciplinárním oborem, který stojí na pomezí archeologie a botaniky. Zabývá se studiem rostlinných pozůstatků z archeologických lokalit a jejich vztahem k člověku. Cílem je porozumění vztahu člověka a okolního prostředí, především pak vzájemné ovlivňování mezi člověkem a rostlinami.
Spoleĉně se zooarcheologií a geoarcheologií tvoří archeobotanika základ environmentální archeologie, která pomáhá vytvářet komplexnější představy o interakci člověka a životního prostředí v minulosti. Archeobotaniku a zooarcheologii je pak možné společně označit termínem bioarcheologie.

## Historie
V počátcích archeologie byla zbytkům rostlin na archeologických nalezištích věnována jen minimální pozornost. V některých případech však byly rostlinné pozůstatky natolik nepřehlédnutelné, že se jimi odborníci začali hlouběji zaobírat. Jednalo se zejména o nálezy z výrazně vlhkých lokalit, například z nákolních osad ve švýcarských Alpách. Botanický materiál z těchto výzkumů studovali kolem poloviny 19. století Ferdinand Keller i Oswald Heer.

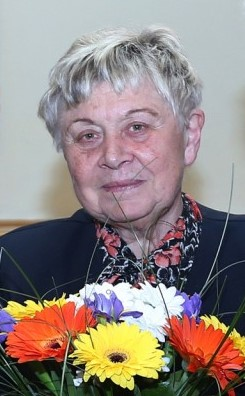
Vlasta Jankovská

V roce 1916 zveřejnil Švéd Lennart von Post první systematický pylový profil. Kolem poloviny 20. století se dánský botanik Hans Helbaek věnoval procesu domestikace rostlin na Předním východě i v Evropě.
Mezi českými a moravskými badateli první poloviny 20. století jsou výjimečné práce Jana Filipa, který využil dostupné pylové analýzy i studium rašelinišť a jako první se pokusil o detailní rekonstrukci podnebí a porostu v českém neolitu. První přírodovědné rozbory publikovali Karl Rudolph (1917), Antonín Klečka (1928), Hubert Losert (1940) a zejména Franz Firbas (1949). Analýzou uhlíků z archeologických nalezišť se ve 20. a 30. letech zabýval Alois Fietz. Pro druhou polovinu 20. století jsou pak významné práce Jiřiny Slavíkové-Veselé.
V roce 1968 byla s výrazným přispěním českých badatelů založena Mezinárodní pracovní skupina pro paleoetnobotaniku (International Work Group for Palaeoethnobotany; IWGP).
K rozsáhlejší spolupráci archeologů a botaniků došlo v českých zemích v 80. letech 20. století. Za zakladatele moderní české archeobotaniky je považován Emanuel Opravil, který se zabýval zejména výzkumy v městských historických jádrech. Pylové analýze středověkých lokalit, výplní studní a jímek se věnovala Vlasta Jankovská. Ve své době ojedinělým počinem bylo využití poznatků palynologie Evženem Neustupným při zpracování archeologických výzkumů Komořanského jezera.

## Metoda

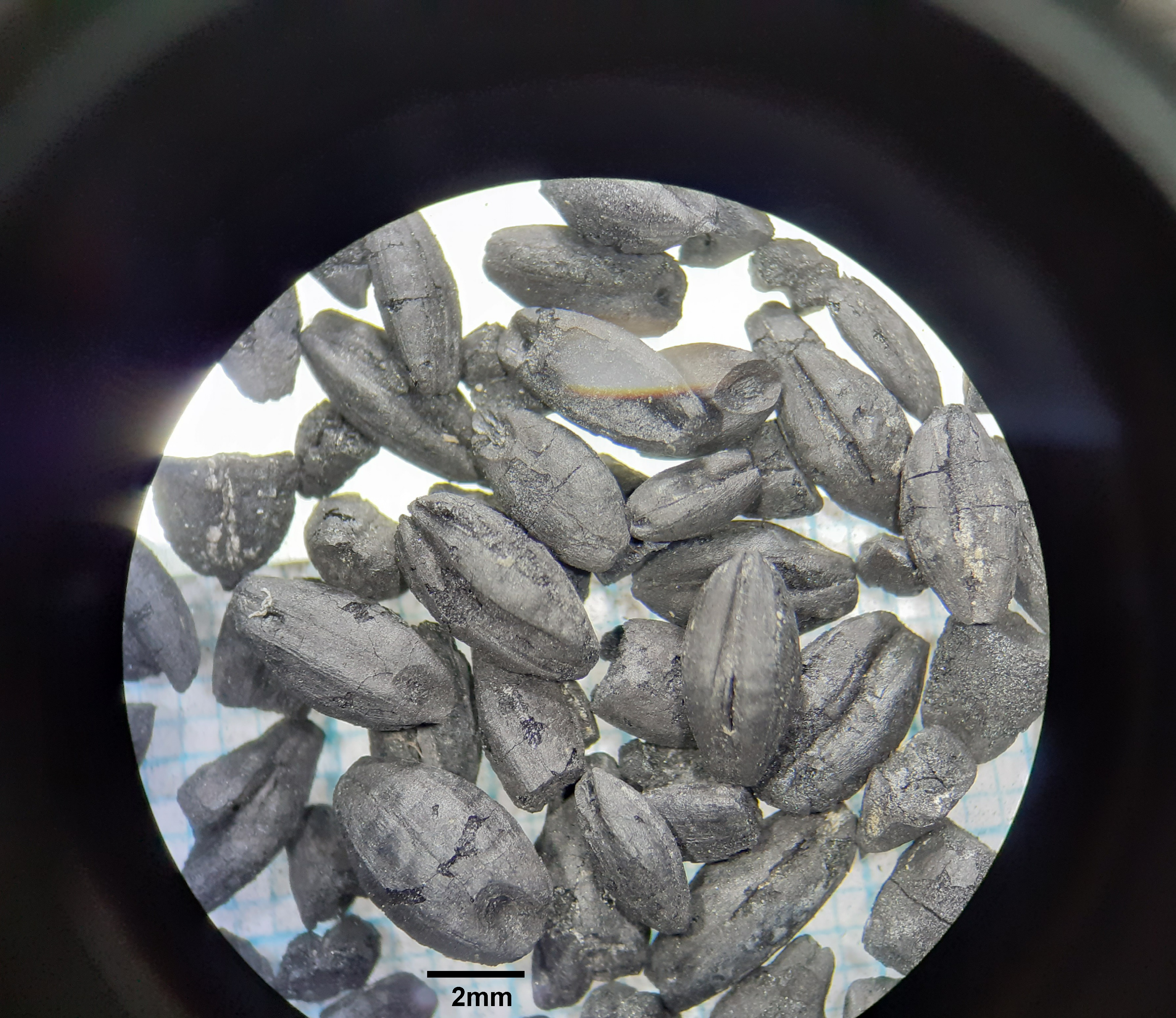
Zuhelnatělé obilky pod mikroskopem

Archeobotanika se zabývá vyhledáváním, separací a vyhodnocením rostlinných pozůstatků z archeologických situací. Různorodá prostředí umožňují dochování odlišných typů botanických nálezů. Patří mezi ně:
- makrozbytky (semena, plody a další části rostlin)
- uhlíky i nezuhelnatělé dřevo
- pylová zrna
- fytolity
- škrobová zrna
- rozsivky

Vzorky jsou získávány z archeologických vrstev. Metoda jejich extrakce závisí na povaze daného vzorku. Makroskopicky patrné vzorky (např. uhlíky) mohou být odebírány ručně přímo při archeologickém odkryvu, mikroskopické nálezy (pylová zrna) je nutné separovat ze sedimentů speciálními metodami, někdy v laboratorních podmínkách.

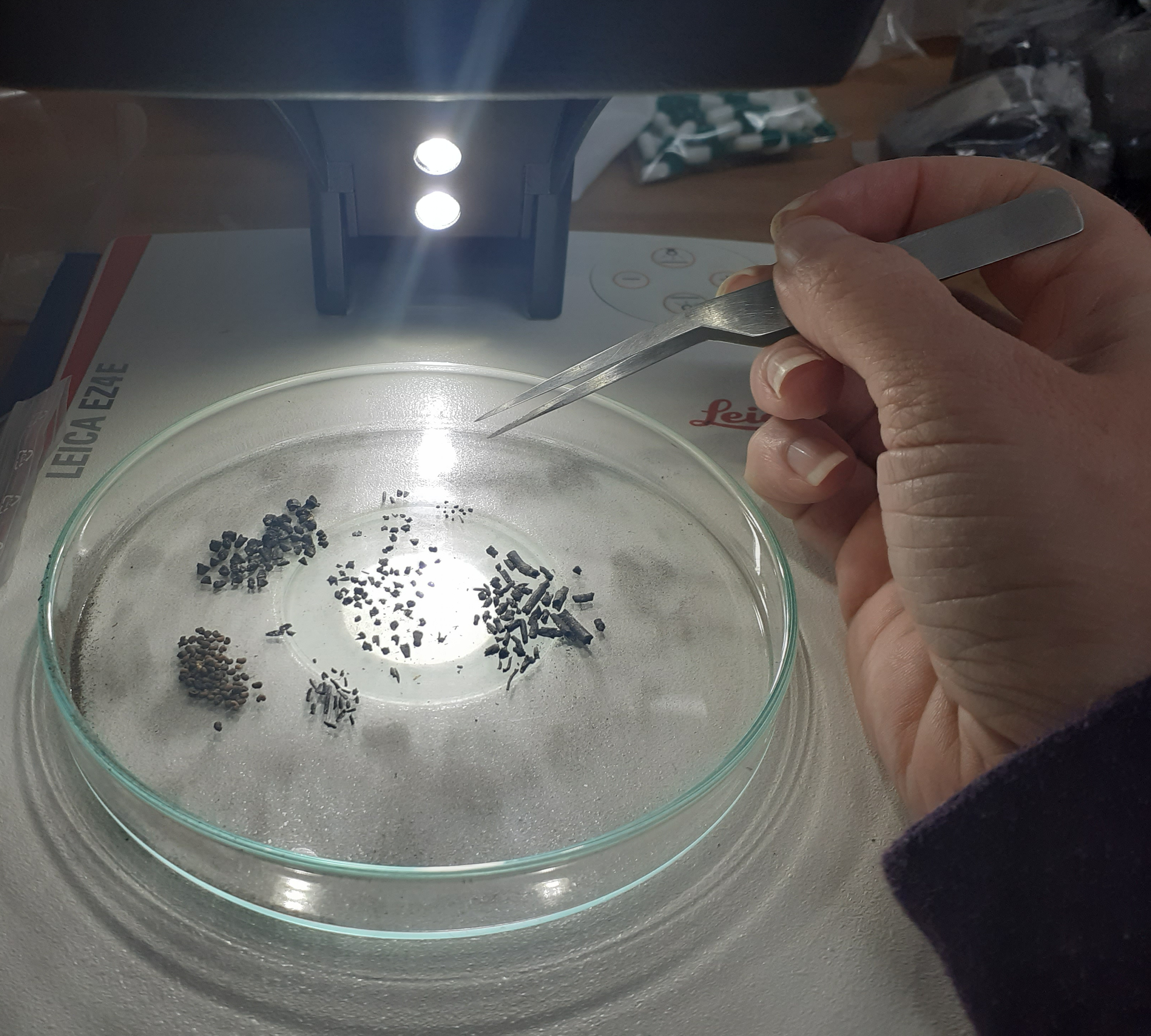
Třídění nálezů pod mikroskopem

Získané vzorky jsou následně zkoumány pomocí mikroskopů. Jsou sledovány speciifické morfologické znaky, které při porovnání se vzorky moderních rostlin umožňují identifikaci čeledi, rodu a druhu nálezů (ne vždy je možné získaný materiál zařadit přesně až na úroveň druhu a zůstává pouze méně přesné zařazení do rodu nebo čeledi). Po identifikaci jsou zjišťovány absolutní počty všech druhů ve vzorku i jejich vzájemný poměr.
Na základě primárních dat pak lze provádět rozsáhlejší analýzy, směřující k řešení obecnějších otázek. K nejčastěji sledovaným tématům patří výživa pravěkých populací, proces domestikace rostlin a zemědělství. Studovat lze ovšem i otázky, týkající se výrobních technologií (výroba nápojů, barviv, léčiv, textilií), ekonomiky (směna, obchod, dostupnost a získávání surovin), stavitelství, symboliky a rituálů i klimatu a vzhledu krajiny v minulosti. Na větších nalezištích umožňuje prostorová analýza lokalizovat určité činnosti, například mlácení obilí. Kromě informací o lidské minulosti lze ovšem získat množství údajů i o samotných rostlinách, například o jejich původním rozšíření nebo změnách vzhledu vlivem domestikace.

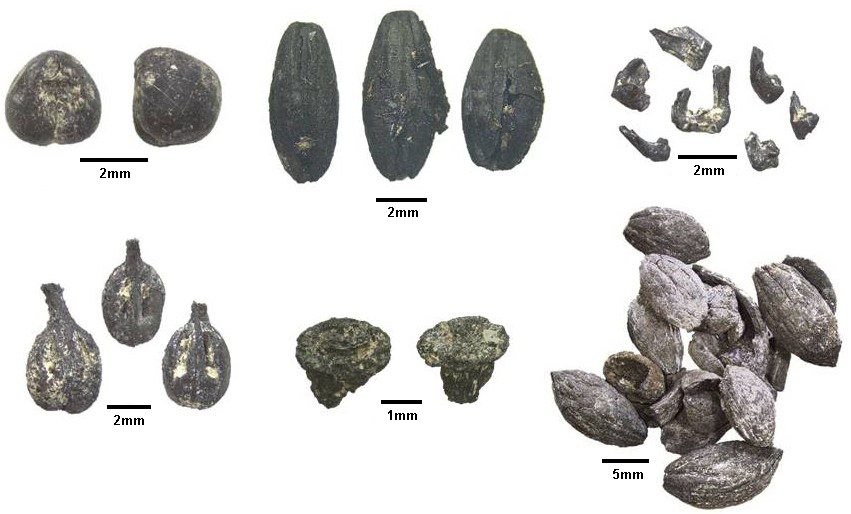
Zuhelnatělé zbytky rostlin: v horní řadě semena vikve čočkovité (Vicia ervilia), obilky ječmene (Hordeum sp.), plevy pšenice (Triticum sp.); v dolní řadě semena révy vinné (Vitis vinifera sp.), stopky révy vinné (Vitis vinifera sp.) a pecky olivy (Olea europaea)

### Rostlinné makrozbytky
Nejrozšířenější specializací archeobotaniky je tzv. makrozbytková analýza, která se zabývá studiem makroskopicky patrných pozůstatků rostlin – nejčastěji semen či plodů, ale i plev, pupenů, jehlic a podobně. Na běžných archeologických lokalitách se nacházejí zejména zuhelnatělé zbytky zemědělských plodin. V zamokřeném prostředí bez přístupu vzduchu (rašeliniště, výplně studní, jímek, vodních příkopů či vodovodů, sedimenty na dnech rybníků, jezer nebo slepých říčních ramen) lze nalézt i nepřepálené části rostlin, které se v běžném suchém prostředí rychle rozkládají. Vzácně lze informace o rostlinách získat i prostřednictvím otisků (na keramice, cihlách, v mazanici) nebo zbytků, konzervovaných korozními produkty kovových artefaktů. Mimo střední Evropu se rostlinné makrozbytky dochovávají i díky mrazu (ledovce) nebo extrémnímu suchu (pouštní oblasti).

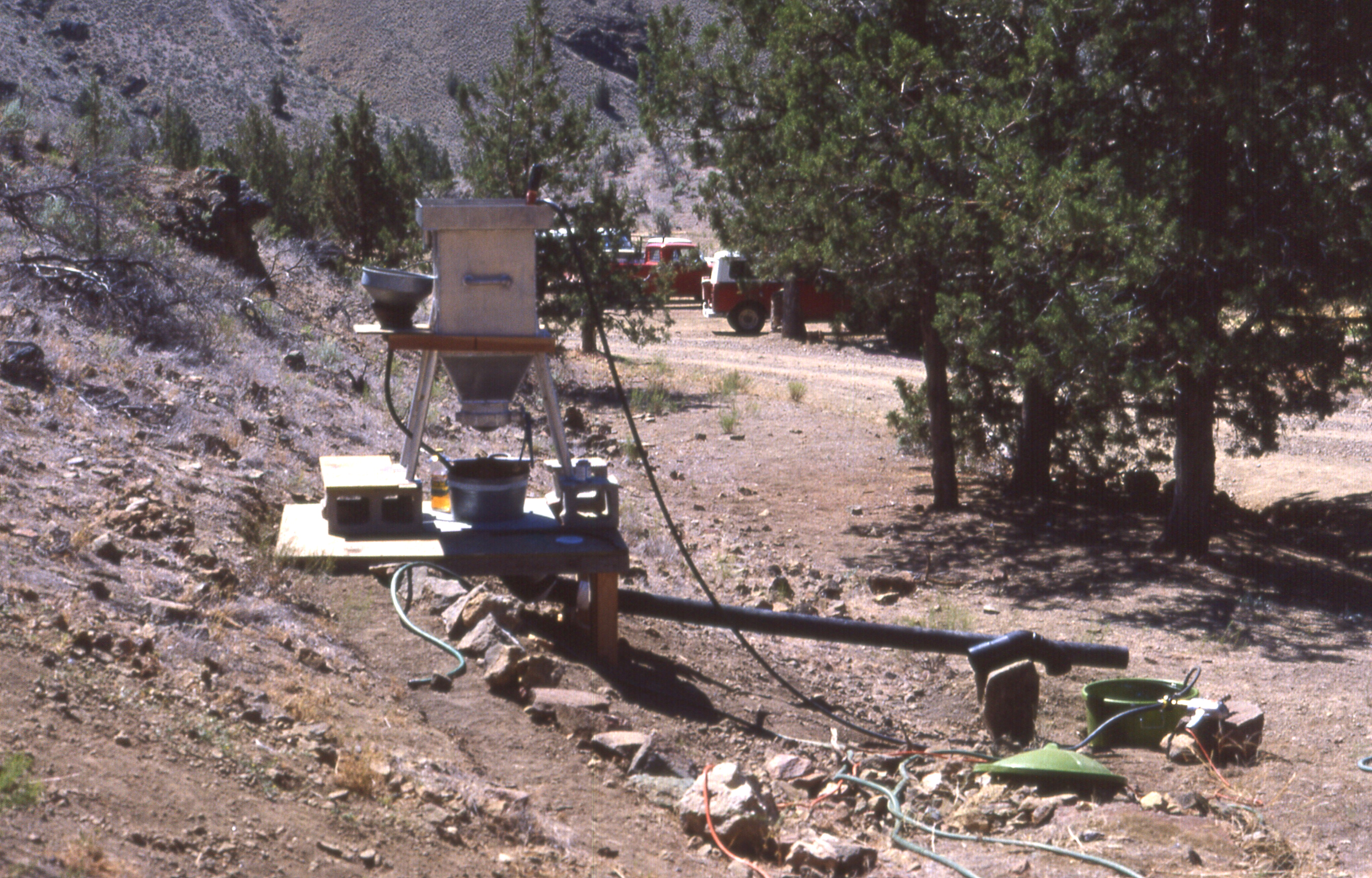
Flotační (plavící) linka, sloužící k oddělení rostlinných makrozbytků od zeminy

K rozvoji studia rostlinných makrozbytků významně přispělo zavedení flotační metody v 60. letech 20. století. Ta funguje na základě rozdílné hmotnosti jednotlivých složek. Části rostlin se po namočení a rozplavení vykopaného vzorku zeminy snadno oddělí od půdy a kvůli své nižší hmotnosti zůstávají plavat na hladině. Pomocí síta se pak mohou odebrat, vysušit a pod mikroskopem určit a přiřadit rostlinnému druhu. Vodou nasycené sedimenty jsou často prosévány za mokra – proplachovány přes síto nebo soustavu sít s různou velikostí ok.
Z běžných („suchých“) lokalit je potřeba k získání dostatečného vzorku makrozbytků proplavit velké množství zeminy (doporučuje se minimální objem 100 litrů). Z výplní studní, jímek a podobných objektů, v nichž bývá díky zvýšené vlhkosti výrazně vyšší koncentrace rostlinných makrozbytků, stačí odebrat jen 2 – 5 litrů zeminy.
Pozůstatky užitkových rostlin informují o lidmi pěstovaných a sbíraných druzích, zatímco zbytky planých rostlin pomáhají upřesnit představy o vzhledu přírodního prostředí v nejbližším okolí archeologické lokality. Odlišit lze například přítomnost polních, lučních, lesních nebo rumištních druhů.

### Uhlíky a dřevo

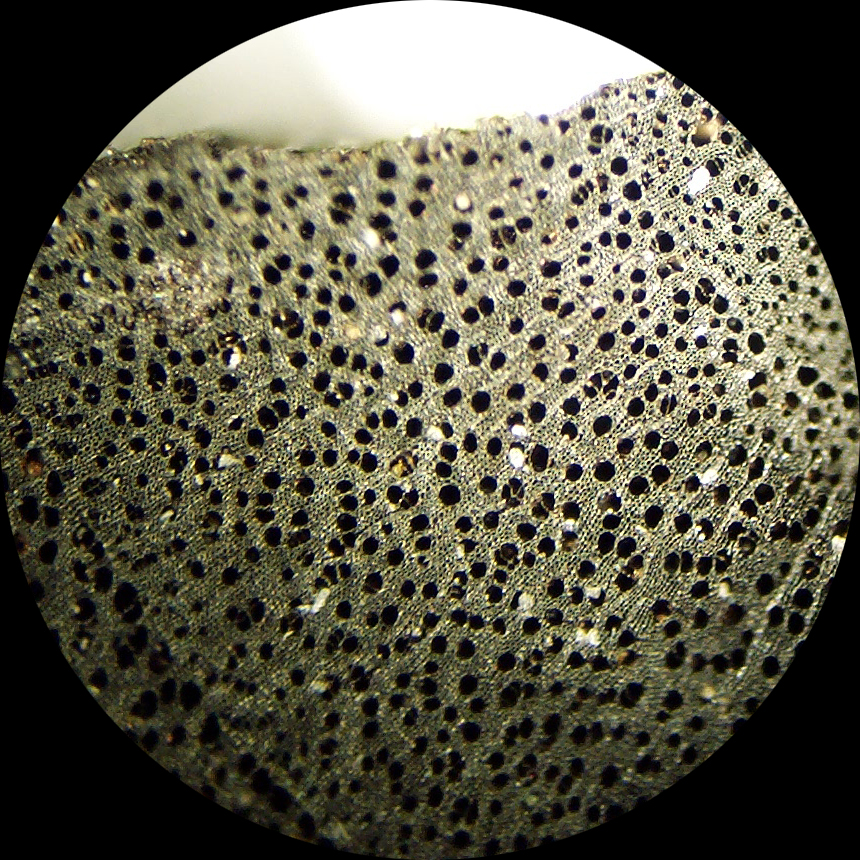
Řez uhlíkem pod mikroskopem

Ke studiu nezuhelnatělého dřeva v archeologických situacích je využívána xylotomická analýza, zatímco uhlíky zkoumá antrakologie. V obou případech lze nálezy pomocí mikroskopů přiřadit konkrétnímu botanickému rodu. Pro spolehlivé určení dřeviny jsou vhodné zlomky větší než 2 mm.
Nezuhelnatělé dřevo se nejčastěji dochovává v podmáčených situacích bez přístupu vzduchu (v ČR zejména studny, jímky apod.), méně často mineralizované, například vlivem koroze kovových artefaktů nebo působením vápenných složek zdiva a omítek.
Analýzy nespáleného dřeva jsou často používány k určení materiálu, používaného ke stavebním účelům i na výrobu drobných dřevěných či proutěných artefaktů. Větší kusy dřeva lze datovat pomocí dendrochronologie.
Analýzou uhlíků je možné studovat dřevo, které prošlo žárem, což je až na výjimky (např. požárem zaniklé stavby) dřevo palivové. Protože takové dřevo bylo nejčastěji sbíráno v nejbližším okolí lokality, může sloužit jako dobrý pramen k poznání lokálního přírodního prostředí. Při analýze většího souboru uhlíků je možné sledovat případné změny ve skladbě okolního lesa v průběhu doby. Uhlíky lze datovat pomocí radiokarbonové metody.

### Pyl
Studiem pylu v sedimentech archeologických lokalit se zabývá palynologie. Rostliny produkují velké množství pylových zrn, která jsou trvanlivá a dobře se dochovávají. Za účelem rozmnožování se šíří do okolí rostliny a následně se ukládají ve vhodných sedimentech. Každá rostlina má charakteristický tvar pylových zrn, takže je lze mikroskopickým pozorováním přiřadit někdy až na úroveň botanického druhu. Některé rostliny (zejména trávy a ostřice) však nelze na základě pylu rozeznat spolehlivěji než na úroveň čeledi.

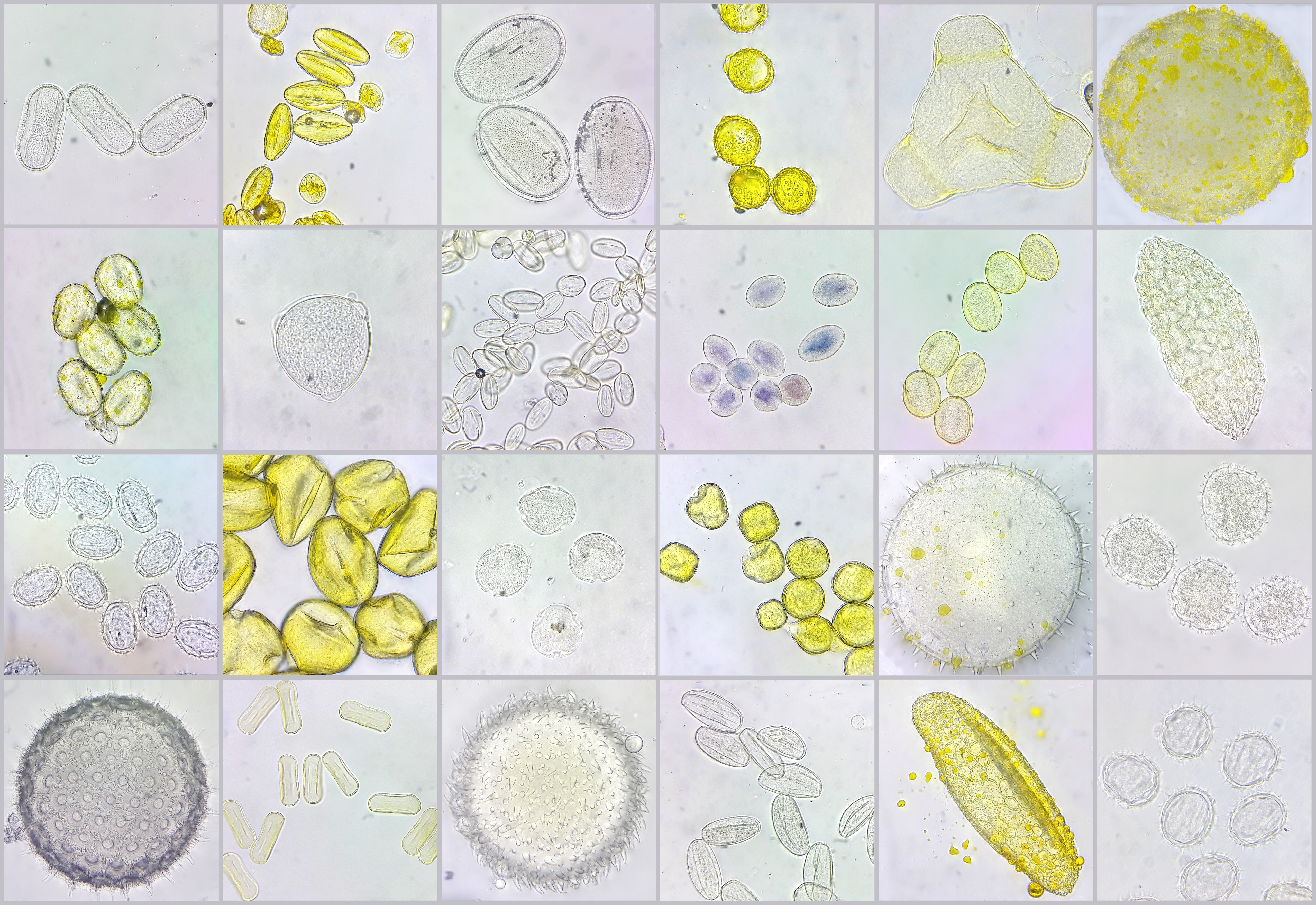
Pylová zrna různých rostlin

Pylová zrna se dobře dochovávají v trvale zamokřeném, spíše kyselém prostředí bez přístupu vzduchu, ale také v extrémně suchém prostředí (pouštní oblasti, jeskyně). Pro střední Evropu jsou významnými zdroji pylu jezerní sedimenty, rašeliniště, nivy nebo výplně zaniklých říčních ramen. Z antropogenních situací lze jmenovat rybníky, ale také studny, odpadní jímky nebo vodní příkopy, tedy situace typické pro středověká města.
Díky studiu pylového záznamu lze sledovat vliv člověka na okolní prostředí, identifikovat změny vegetace, odlesňování i nástup zemědělství. Pyl přirozeně rostoucích druhů slouží k rekonstrukci lokálního přírodního prostředí a vzhledu krajiny. Materiál ze studní a jímek v městském prostředí vydává spíše informace o konzumovaných a pěstovaných rostlinách, případně o vegetaci v nejbližším okolí (často rumištní druhy).

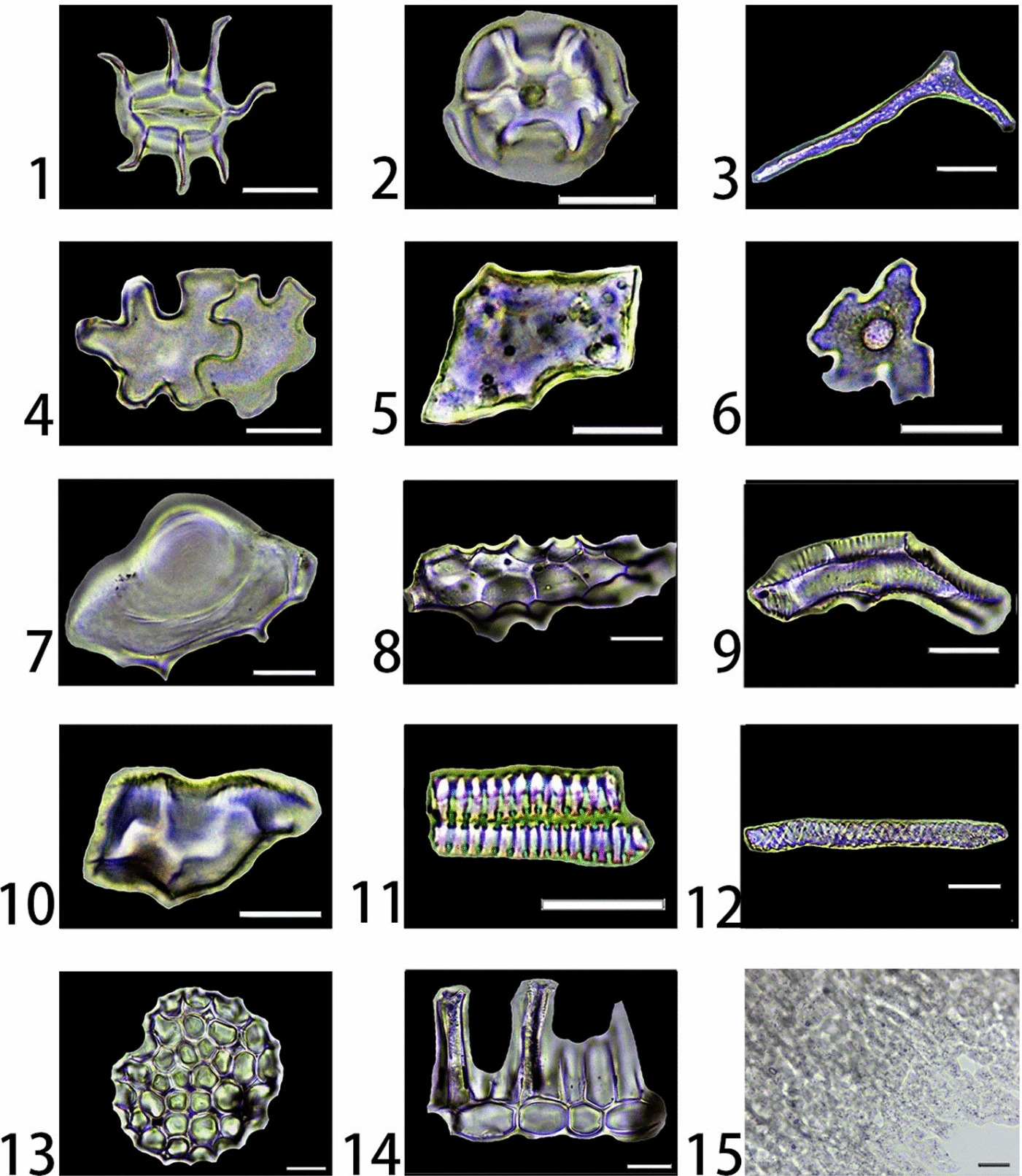
Různé formy fytolitů

Problémem při interpretaci získaných dat je zejména tafonomie, kdy je nutno zvažovat, jaké faktory ovlivnily uložení pylu v konkrétním sedimentu. Zatímco hmyzosprašné rostliny produkují menší množství pylových zrn, zůstávajících převážně v nejbližším okolí mateřské rostliny (jsou určena k přenosu opylovači), větrosnubné druhy vytvářejí enormní množství pylu, který se šíří i na velké vzdálenosti. Dochází tak ke zpreslení pylového záznamu. 

### Fytolity
Tam, kde kvůli chybějícím nálezům nelze využít studium pylu, je obvykle možné sledovat obsah a složení fytolitů. Jedná se o mikroskopická tělíska, vznikající v tělech rostlin hromaděním oxidu křemičitého, šťavelanu vápenatého nebo uhličitanů. Jejich tvar se stejně jako u pylových zrn u různých rostlin liší. Většinu rostlin lze na základě fytolitů identifikovat na úroveň čeledi, někdy lze ale určit i botanický rod či druh.
Po rozpadu mateřské rostliny přežívají fytolity několik tisíc let, a to i v prostředí, kde se nedochovávají pylová zrna (nevyžadují převážně kyselé, podmáčené prostředí bez přístupu vzduchu).

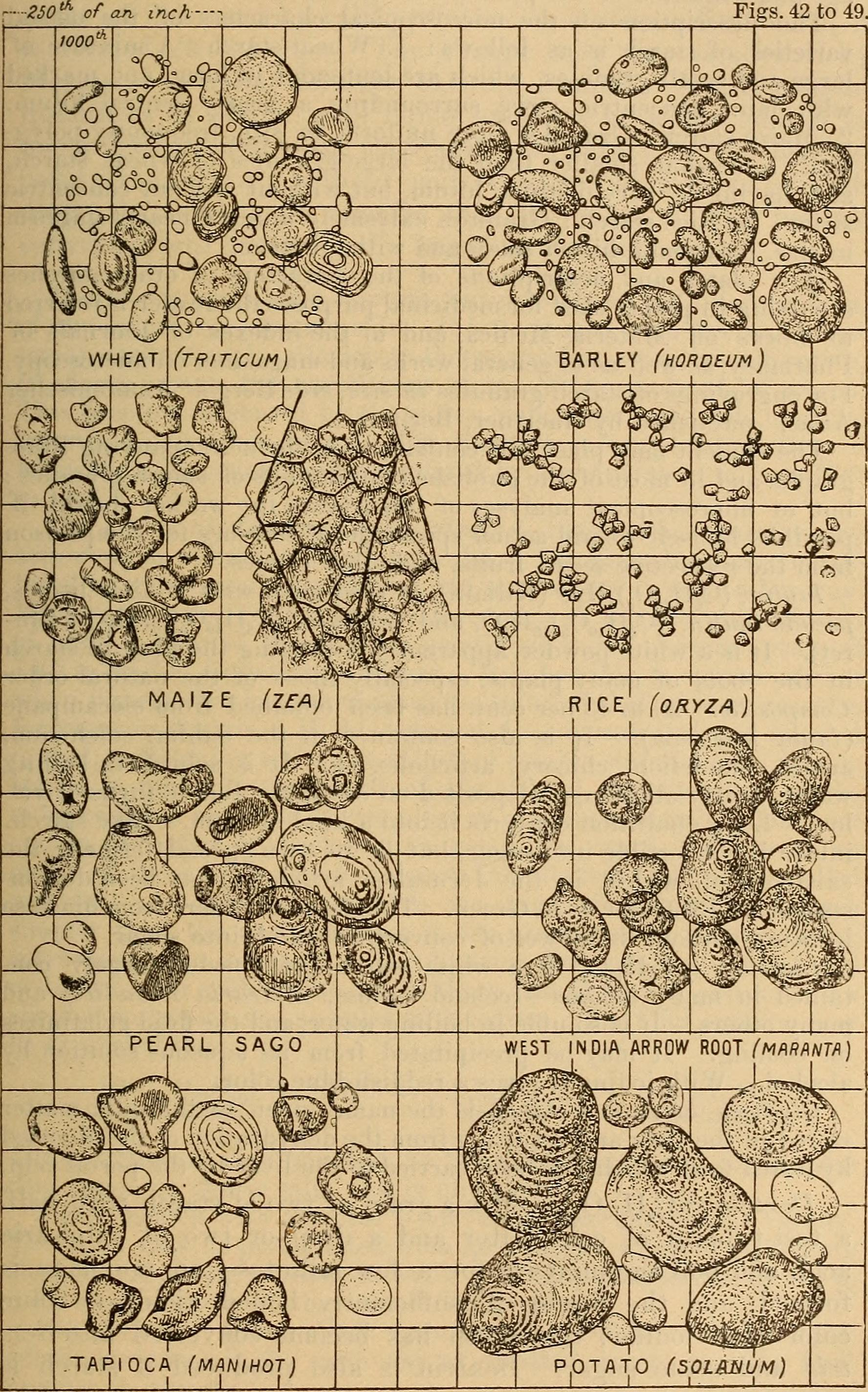
Škrobová zrna

### Škrobová zrna
Škrob je zásobní látkou vyšších rostlin a slouží k uložení energie, získané fotosyntézou. Ve formě škrobových zrn se ukládá zejména v zásobních orgánech (hlízy, kořeny) a plodech. 
Škrobová zrna jsou druhově specifická. Liší se tvarem, velikostí a poměrem polysacharidů. Proto je lze po identifikaci využít k rekonstrukci vegetace nebo sledování změn životního prostředí, ale i k získání informací o lidské stravě nebo funkci nástrojů.

### Rozsivky
Rozsivky (též diatomy) jsou převážně vodní mikroskopické jednobuněčné řasy s odolnou křemičitou schránkou, která se v sedimentech uchovává dlouho po smrti organismu. Tvar schránky se u jednotlivých druhů liší a umožňuje jejich identifikaci. Velká část druhů je přitom vázaná na konkrétní biotopy a velmi citlivá na změny klimatu či teploty, znečištění i salinitu vody. Proto mohou dobře sloužit k rekonstrukci minulého životního prostředí, sledování kvality vody, změn výšky vodní hladiny nebo šíření lesa. Diatomární analýzu lze použít i k určení funkce zaniklých vodních nádrží (odlišení cisteren, jímek, přirozených jezer, apod.).